# Saison 2021 de la Super League
Navigation
Édition précédente Édition suivante
La Saison 2021 de la Super League (connu pour des raisons de partenariats comme la Betfred Super League XXVI) est la vingt-sixième saison de cette compétition, depuis sa création en 1996.
Douze équipes y prennent part. Le dernier est relégué en Championship.
La crise sanitaire liée à la pandémie de la Covid-19 a reporté le démarrage de la saison, mais n'a pas entrainé son annulation.

## Équipes
La Super League 2021 met en place un système de relégation et de promotion avec la Championship. Cette saison, seul le dernier est relégué en Championship à l'issue de la saison régulière.
Dix des équipes sont dans le Nord de l'Angleterre et une est située en France avec les Dragons catalans à Perpignan. Une douzième équipe doit être désignée fin 2020 en remplacement de Toronto parmi Bradford, Toulouse, Featherstone, Halifax, Leigh, Londres et York qui ont tous déposé un vœu de candidature. La décision est rendue le 16 décembre 2020. Ce choix est pris sur un panel composé de Lord Caine (Vice-président du groupe parlementaire anglais du rugby à XIII), Chris Anderson (SLE General Counsel and Company Secretary), Dave Rotheram (RFL Chief On Field Officer), Graham Odlin (SLE Head of Finance), Karen Moorhouse (RFL Chief Regulatory Officer, RFL Director and Company Secretary), Rhodri Jones (SLE Chief Commercial Officer) et Tony Sutton (RFL Chief Operating Officer). Finalement, c'est l'equipe de Leigh Centurions Rugby League qui est choisi pour participer à la Super League 2021.
| Club                | Classement en 2020 | Entraîneur(s)                   | Capitaine(s)              | Stade                    | Capacité |
| ------------------- | ------------------ | ------------------------------- | ------------------------- | ------------------------ | -------- |
| Castleford Tigers   | 8e                 | Daryl Powell                    | Michael Shenton           | The Mend-O-Hose Jungle   | 11 750   |
| Dragons catalans    | 4e                 | Steve McNamara                  | Benjamin Garcia           | Stade Gilbert-Brutus     | 14 000   |
| Huddersfield Giants | 7e                 | Ian Watson                      | Aidan Sezer               | John Smith's Stadium     | 24 544   |
| Hull KR             | 11e                | Tony Smith                      | Shaun Kenny-Dowall        | New Craven Park          | 12 225   |
| Hull FC             | 6e                 | Brett Hodgson                   | Danny Houghton Marc Sneyd | KCOM Stadium             | 25 404   |
| Leigh Centurions    | Championship       | John Duffy → Kurt Haggerty      | Liam Hood                 | Leigh Sports Village     | 12 000   |
| Leeds Rhinos        | 5e                 | Richard Agar                    | Luke Gale                 | Headingley Rugby Stadium | 22 250   |
| Salford Red Devils  | 9e                 | Richard Marshall                | Mark Flanagan Lee Mossop  | AJ Bell Stadium          | 12 000   |
| St Helens RLFC      | 2e                 | Kristian Woolf                  | James Roby                | Totally Wicked Stadium   | 18 000   |
| Wakefield Trinity   | 10e                | Chris Chester → Willie Poaching | Jacob Miller              | Beaumont Legal Stadium   | 11 000   |
| Warrington Wolves   | 3e                 | Steve Price                     | Jack Hughes               | Halliwell Jones Stadium  | 15 500   |
| Wigan Warriors      | 1er                | Adrian Lam                      | Thomas Leuluai            | DW Stadium               | 25 138   |

## Déroulement de la compétition
La compétition démarre le 26 mars 2021.

## Résultats

### Classement
| Rang | Franchise           | J  | V  | N | D  | Pm  | Pe  | Diff | Pts |
| ---- | ------------------- | -- | -- | - | -- | --- | --- | ---- | --- |
| 1    | Dragons catalans    | 23 | 19 | 0 | 4  | 688 | 398 | +290 | 38  |
| 2    | St Helens RLFC      | 21 | 16 | 0 | 5  | 548 | 229 | +319 | 32  |
| 3    | Warrington Wolves   | 21 | 15 | 1 | 5  | 588 | 354 | +234 | 31  |
| 4    | Wigan Warriors      | 25 | 15 | 0 | 10 | 387 | 385 | +2   | 30  |
| 5    | Leeds Rhinos        | 24 | 13 | 0 | 11 | 556 | 440 | +116 | 26  |
| 6    | Hull KR             | 20 | 10 | 0 | 10 | 497 | 458 | +39  | 20  |
| 7    | Castleford Tigers   | 23 | 11 | 0 | 12 | 437 | 552 | -115 | 22  |
| 8    | Hull FC             | 21 | 8  | 1 | 12 | 409 | 476 | -67  | 17  |
| 9    | Huddersfield Giants | 24 | 9  | 0 | 15 | 460 | 516 | -56  | 18  |
| 10   | Wakefield Wildcats  | 24 | 9  | 0 | 15 | 482 | 548 | -66  | 18  |
| 11   | Salford Red Devils  | 22 | 7  | 0 | 15 | 402 | 584 | -182 | 14  |
| 12   | Leigh Centurions    | 22 | 2  | 0 | 20 | 356 | 870 | -514 | 4   |

|  | Champion de la saison régulière et qualifié pour les demi-finales. |
|  | Qualifié pour les demi-finales                                     |
|  | Qualifié pour la phase finale                                      |
|  | Relégué en Championship.                                           |

Attribution des points : deux points sont attribués pour une victoire, un point pour un match nul, aucun point en cas de défaite.

### Phase finale
|  | Quarts de finale | Quarts de finale  | Quarts de finale                                         | Quarts de finale |                                                             |                  | Demi-finales                                            | Demi-finales                                            | Demi-finales                                            | Demi-finales                                            |  |  | Finale                                       | Finale                                       | Finale                                       | Finale                                       |
|  |                  |                   |                                                          |                  |                                                             |                  |                                                         |                                                         |                                                         |                                                         |  |  |                                              |                                              |                                              |                                              |
|  |                  |                   |                                                          |                  |                                                             |                  | Le 30 septembre 2021 au stade Gilbert-Brutus, Perpignan | Le 30 septembre 2021 au stade Gilbert-Brutus, Perpignan | Le 30 septembre 2021 au stade Gilbert-Brutus, Perpignan | Le 30 septembre 2021 au stade Gilbert-Brutus, Perpignan |  |  | Le 9 octobre 2021 à Old Trafford, Manchester | Le 9 octobre 2021 à Old Trafford, Manchester | Le 9 octobre 2021 à Old Trafford, Manchester | Le 9 octobre 2021 à Old Trafford, Manchester |
|  |                  |                   |                                                          |                  |                                                             |                  | Le 30 septembre 2021 au stade Gilbert-Brutus, Perpignan | Le 30 septembre 2021 au stade Gilbert-Brutus, Perpignan | Le 30 septembre 2021 au stade Gilbert-Brutus, Perpignan | Le 30 septembre 2021 au stade Gilbert-Brutus, Perpignan |  |  | Le 9 octobre 2021 à Old Trafford, Manchester | Le 9 octobre 2021 à Old Trafford, Manchester | Le 9 octobre 2021 à Old Trafford, Manchester | Le 9 octobre 2021 à Old Trafford, Manchester |
|  |                  |                   |                                                          |                  |                                                             |                  | Le 30 septembre 2021 au stade Gilbert-Brutus, Perpignan | Le 30 septembre 2021 au stade Gilbert-Brutus, Perpignan | Le 30 septembre 2021 au stade Gilbert-Brutus, Perpignan | Le 30 septembre 2021 au stade Gilbert-Brutus, Perpignan |  |  | Le 9 octobre 2021 à Old Trafford, Manchester | Le 9 octobre 2021 à Old Trafford, Manchester | Le 9 octobre 2021 à Old Trafford, Manchester | Le 9 octobre 2021 à Old Trafford, Manchester |
|  |                  |                   |                                                          |                  |                                                             |                  | Le 30 septembre 2021 au stade Gilbert-Brutus, Perpignan | Le 30 septembre 2021 au stade Gilbert-Brutus, Perpignan | Le 30 septembre 2021 au stade Gilbert-Brutus, Perpignan | Le 30 septembre 2021 au stade Gilbert-Brutus, Perpignan |  |  | Le 9 octobre 2021 à Old Trafford, Manchester | Le 9 octobre 2021 à Old Trafford, Manchester | Le 9 octobre 2021 à Old Trafford, Manchester | Le 9 octobre 2021 à Old Trafford, Manchester |
|  |                  |                   |                                                          |                  |                                                             |                  | Le 30 septembre 2021 au stade Gilbert-Brutus, Perpignan | Le 30 septembre 2021 au stade Gilbert-Brutus, Perpignan | Le 30 septembre 2021 au stade Gilbert-Brutus, Perpignan | Le 30 septembre 2021 au stade Gilbert-Brutus, Perpignan |  |  | Le 9 octobre 2021 à Old Trafford, Manchester | Le 9 octobre 2021 à Old Trafford, Manchester | Le 9 octobre 2021 à Old Trafford, Manchester | Le 9 octobre 2021 à Old Trafford, Manchester |
|  | 1er              | Dragons catalans  | 28                                                       | 28               |                                                             |                  |                                                         |                                                         |                                                         |                                                         |  |  | Le 9 octobre 2021 à Old Trafford, Manchester | Le 9 octobre 2021 à Old Trafford, Manchester | Le 9 octobre 2021 à Old Trafford, Manchester | Le 9 octobre 2021 à Old Trafford, Manchester |
|  | 1er              | Dragons catalans  | 28                                                       | 28               | Le 24 septembre 2021 au Halliwell Jones Stadium, Warrington |                  |                                                         |                                                         |                                                         |                                                         |  |  | Le 9 octobre 2021 à Old Trafford, Manchester | Le 9 octobre 2021 à Old Trafford, Manchester | Le 9 octobre 2021 à Old Trafford, Manchester | Le 9 octobre 2021 à Old Trafford, Manchester |
|  |                  |                   | Hull KR                                                  | Hull KR          | 10                                                          | 10               |                                                         |                                                         |                                                         |                                                         |  |  | Le 9 octobre 2021 à Old Trafford, Manchester | Le 9 octobre 2021 à Old Trafford, Manchester | Le 9 octobre 2021 à Old Trafford, Manchester | Le 9 octobre 2021 à Old Trafford, Manchester |
|  | 3e               | Warrington Wolves | Hull KR                                                  | Hull KR          | 10                                                          | 10               | 0                                                       | 0                                                       |                                                         |                                                         |  |  | Le 9 octobre 2021 à Old Trafford, Manchester | Le 9 octobre 2021 à Old Trafford, Manchester | Le 9 octobre 2021 à Old Trafford, Manchester | Le 9 octobre 2021 à Old Trafford, Manchester |
|  | 3e               | Warrington Wolves | Le 1er octobre 2021 au Totally Wicked Stadium, St Helens |                  |                                                             |                  | 0                                                       | 0                                                       |                                                         |                                                         |  |  | Le 9 octobre 2021 à Old Trafford, Manchester | Le 9 octobre 2021 à Old Trafford, Manchester | Le 9 octobre 2021 à Old Trafford, Manchester | Le 9 octobre 2021 à Old Trafford, Manchester |
|  | 6e               | Hull KR           | 19                                                       | 19               |                                                             |                  |                                                         |                                                         |                                                         |                                                         |  |  | Le 9 octobre 2021 à Old Trafford, Manchester | Le 9 octobre 2021 à Old Trafford, Manchester | Le 9 octobre 2021 à Old Trafford, Manchester | Le 9 octobre 2021 à Old Trafford, Manchester |
|  | 6e               | Hull KR           | 19                                                       | 19               | Dragons catalans                                            | Dragons catalans | 10                                                      | 10                                                      |                                                         |                                                         |  |  |                                              |                                              |                                              |                                              |
|  |                  |                   |                                                          |                  | Dragons catalans                                            | Dragons catalans | 10                                                      | 10                                                      |                                                         |                                                         |  |  |                                              |                                              |                                              |                                              |
|  |                  |                   | St Helens                                                | St Helens        | 12                                                          | 12               |                                                         |                                                         |                                                         |                                                         |  |  |                                              |                                              |                                              |                                              |
|  |                  |                   |                                                          |                  | 12                                                          | 12               |                                                         |                                                         |                                                         |                                                         |  |  |                                              |                                              |                                              |                                              |
|  |                  |                   |                                                          |                  |                                                             |                  |                                                         |                                                         |                                                         |                                                         |  |  |                                              |                                              |                                              |                                              |
|  |                  |                   |                                                          |                  |                                                             |                  |                                                         |                                                         |                                                         |                                                         |  |  |                                              |                                              |                                              |                                              |
|  | 2e               | St Helens         | 36                                                       | 36               |                                                             |                  |                                                         |                                                         |                                                         |                                                         |  |  |                                              |                                              |                                              |                                              |
|  | 2e               | St Helens         | 36                                                       | 36               | Le 23 septembre 2021 au DW Stadium, Wigan                   |                  |                                                         |                                                         |                                                         |                                                         |  |  |                                              |                                              |                                              |                                              |
|  |                  |                   | Leeds Rhinos                                             | Leeds Rhinos     | 8                                                           | 8                |                                                         |                                                         |                                                         |                                                         |  |  |                                              |                                              |                                              |                                              |
|  | 4e               | Wigan Warriors    | Leeds Rhinos                                             | Leeds Rhinos     | 8                                                           | 8                | 0                                                       | 0                                                       |                                                         |                                                         |  |  |                                              |                                              |                                              |                                              |
|  | 4e               | Wigan Warriors    |                                                          |                  |                                                             |                  |                                                         | 0                                                       |                                                         |                                                         |  |  |                                              |                                              |                                              |                                              |
|  | 5e               | Leeds Rhinos      | 8                                                        | 8                |                                                             |                  |                                                         |                                                         |                                                         |                                                         |  |  |                                              |                                              |                                              |                                              |
|  | 5e               | Leeds Rhinos      | 8                                                        | 8                |                                                             |                  |                                                         |                                                         |                                                         |                                                         |  |  |                                              |                                              |                                              |                                              |
|  |                  |                   |                                                          |                  |                                                             |                  |                                                         |                                                         |                                                         |                                                         |  |  |                                              |                                              |                                              |                                              |

#### Finale
(mt : 4 - 6)
Homme du match :  Kevin Naiqama
Points marqués :
- St Helens : 2 essais de Naiqama (13e et 66e) ; 1 transformation de Coote (66e) ; 1 pénalité de Coote (22e) ; 1 carton jaune de Makinson (46e).
- Dragons catalans : 1 essai de McMeeken (50e) ; 1 transformation de Maloney (50e) ; 2 pénalités de Maloney (10e et 28e).

Évolution du score : 2-0, 2-4, 2-6, 4-6 (mi-temps), 10-6, 10-12.
Arbitre :  Liam Moore
Spectateurs : 45 177
Composition des équipes :
- St Helens : Lachlan Coote - Thomas Makinson, Kevin Naiqama, Mark Percival, Regan Grace - Jonathan Lomax (o), Lewis Dodd (m) - Alex Walmsley, James Roby (c), Matthew Lees, Sione Mata'utia, Joe Batchelor, Morgan Knowles - Louie McCarthy-Scarsbrook, Kyle Amor, Agnatius Paasi, Jack Welsby, - Entraîneur : Kristian Woolf
- Dragons catalans : Sam Tomkins - Thomas Davies, Samisoni Langi, Dean Whare, Fouad Yaha - James Maloney (o), Josh Drinkwater (m) - Gil Dudson, Michael McIlorum, Julian Bousquet, Matthew Whitley, Michael McMeeken, Benjamin Garcia (c) - Arthur Mourgue, Mickaël Goudemand, Joel Tomkins, Sam Kasiano, - Entraîneur : Steve McNamara

La finale de cette édition se dispute le 9 octobre 2021 à Old Trafford de Manchester comme chaque année depuis l'instauration de la finale en 1998 (à l'exception de l'édition 2020). Le vainqueur de la saison régulière, les Dragons Catalans, affrontent le second St Helens, respectant la logique sportive de cette saison. Il s'agit de la première finale pour les Dragons Catalans et de la première finale d'un club français en Super League, tandis que St Helens est double tenant du titre après ses victoires en 2019 et 2020, et vise donc le « three-peat ».
Arbitré par Liam Moore, sa première finale de Super League, la finale se joue devant 45 177 spectateurs et est diffusée en direct par BeIn Sport en France, Sky Sports en Angleterre et TV3 en Espagne.
La partie débute par une grosse pression de St Helens qui oblige les Dragons Catalans à défendre férocement leur camp en raison d'une intensité et d'un engagement de tous les instants. Après ces 10 premières minutes à résister aux assauts de St Helens, ce sont les Dragons Catalans qui ouvrent le score sur une pénalité de James Maloney. St Helens répond par un essai sur l'aile gauche par son centre fidjien Kevin Naiqama en se défaisant de trois adversaires. Une seconde pénalité de Maloney à la 28e minute ramenait le score de 6-4 pour St Helens à la mi-temps.
Au retour des vestiaires, ce sont les Dragons Catalans qui deviennent entreprenants. Sur un déboulé de Fouad Yaha, l'Anglais Thomas Makinson est sanctionné d'un carton jaune pour un placage haut et oblige St Helens à défendre à douze pendant dix minutes. Durant ce laps de temps, les Dragons le mettent à profit pour inscrire un essai par l'intermédiaire de Michael McMeeken à la réception d'un ballon tapé au pied par Josh Drinkwater et transformé par Maloney. Menant 10-6, les Dragons Catalans doivent tenir une demi-heure. Mais à un quart d'heure de la fin, une récupération de Naiqama d'un ballon tapé au coup de pied au ras de la pelouse par Jonathan Lomax permettait aux Anglais de repasser devant au score 12-10, avantage qu'ils conserveront jusqu'au coup de sifflet final pour ajouter un troisième titre consécutif à son palmarès. Auteur de deux essais, Kevin Naiqama est logiquement désigné « Homme du match » et annonce dans la foulée sa retraite sportive.

### Statistiques

#### Meilleur marqueur de points
| Rang | Joueur           | Club                       | Poste            | Points | Essais | Goals | Drops |
| ---- | ---------------- | -------------------------- | ---------------- | ------ | ------ | ----- | ----- |
| 1    | James Maloney    | Dragons catalans           | Demi d'ouverture | 227    | 5      | 101   | 5     |
| 2    | Rhyse Martin     | Leeds Rhinos               | Deuxième ligne   | 178    | 3      | 83    | -     |
| 3    | Lachlan Coote    | St Helens RLFC             | Arrière          | 172    | 7      | 72    | -     |
| 4    | Mason Lino       | Wakefield Trinity Wildcats | Demi d'ouverture | 170    | 5      | 75    | 1     |
| 5    | Stefan Ratchford | Warrington Wolves          | Arrière          | 146    | 1      | 71    | -     |
| 6    | Marc Sneyd       | Hull FC                    | Demi de mêlée    | 122    | -      | 60    | 2     |
| 7    | Jordan Abdull    | Hull KR                    | Demi de mêlée    | 103    | 4      | 43    | 1     |
| 8    | Danny Richardson | Castleford Tigers          | Demi de mêlée    | 99     | 1      | 46    | 3     |
| 9    | Ryan Brierley    | Leigh Centurions           | Arrière          | 98     | 10     | 29    | -     |
| 10   | Krisnan Inu      | Salford Red Devils         | Ailier           | 96     | 3      | 42    | -     |

#### Meilleur marqueur d'essais
| Rang | Joueur        | Club               | Poste          | Essais |
| ---- | ------------- | ------------------ | -------------- | ------ |
| 1    | Ken Sio       | Salford Red Devils | Ailier         | 19     |
| 2    | Jake Mamo     | Warrington Wolves  | Centre         | 16     |
| 3    | Ryan Hall     | Hull KR            | Ailier         | 15     |
| 4    | Thomas Davies | Dragons catalans   | Ailier         | 14     |
| -    | Fouad Yaha    | Dragons catalans   | Ailier         | 14     |
| 6    | Jacob Bibby   | Wigan Warriors     | Ailier         | 13     |
| -    | Kane Linnett  | Hull KR            | Deuxième ligne | 13     |
| -    | Adam Swift    | Hull FC            | Ailier         | 13     |
| -    | Jordan Turner | Castleford Tigers  | Ailier         | 13     |
| -    | Jack Welsby   | St Helens RLFC     | Centre         | 13     |

## Récompenses

### Trophées de fin de saison
Les trophées sont remis aux joueurs et aux clubs la semaine précédant la finale.
- Man of Steel :  Sam Tomkins (Dragons catalans).
- Entraîneur de l'année :  Steve McNamara (Dragons catalans).
- Jeune joueur de l'année :  Jack Welsby (St Helens).
- Meilleur plaqueur :  Joe Shorrocks (Wigan).
- Meilleur marqueur d'essais :  Ken Sio (Salford).

### Dream Team
La sélection « Dream team » de cette saison 2021.
|    | Joueur         | Equipe           | Apparition |
| -- | -------------- | ---------------- | ---------- |
| 1  | Sam Tomkins    | Dragons catalans | 6          |
| 2  | Thomas Davies  | Dragons catalans | 1          |
| 3  | Jack Welsby    | St Helens        | 1          |
| 4  | Mark Percival  | St Helens        | 3          |
| 5  | Ken Sio        | Salford          | 1          |
| 6  | Jonathan Lomax | St Helens        | 3          |
| 7  | James Maloney  | Dragons catalans | 1          |
| 8  | Alex Walmsley  | St Helens        | 3          |
| 9  | Kruise Leeming | Leeds            | 1          |
| 10 | Sam Kasiano    | Dragons catalans | 1          |
| 11 | Liam Farrell   | Wigan            | 4          |
| 12 | Kane Linnett   | Hull KR          | 1          |
| 13 | Morgan Knowles | St Helens        | 3          |

## Albert Goldthorpe Medal
| Points | Joueur |
| ------ | ------ |
|        |        |

## Médias
Si la presse généraliste française , selon son habitude, couvre peu l'évènement, Midi Olympique y consacre une page hebdomadaire dans sa rubrique « Treize Actualités ». Les quotidiens L'Indépendant et la Dépêche du Midi suivent également de près la compétition, leur « audience »  dépassant maintenant leurs régions d'origines, grâce à la présence de leurs titres dans l'offre presse des fournisseurs d'accès internet.
L'évènement est largement couvert par les magazines et hebdomadaires britanniques et australiens de rugby à XIII (Rugby Leaguer & League Express et Rugby League Review) par les médias généralistes comme The Guardian, et de manière plus épisodique par le Times. Au Royaume-Uni, la chaine Sky diffuse les matchs à la télévision et en streaming.
La question de la retransmission à la télévision française des matchs de la seule équipe française en lice, les Dragons catalans, reste entièrement posée au mois d'octobre 2019. Aucun diffuseur n'étant annoncé à cette date. Au mois de mars 2021 ce dossier semble approcher son dénouement. Le président des Dragons catalans annonce qu'un accord est sur le point d'être conclu avec une grande chaine française. L'Équipe TV est évoquée, mais les spéculations semblent plus faire de Beinsport ou de Canal plus les chaines susceptibles de diffuser les matchs des Dragons catalans. Néanmoins, après des négociations avec les Dragons catalans, la chaine qatarie reprend finalement le faisceau de Sky et diffuse les matchs des dragons à compter du mois de mars 2021. Les matchs sont ensuite rediffusés sur la chaine française Sport en France.